# 正定寺 (古河市大手町)
正定寺（しょうじょうじ）は、茨城県古河市大手町（東片町）にある浄土宗の寺院。正式には、山号を証誠山、院号を宝地院、寺号を正定寺という。山号は別名「利勝山」とも呼ばれる。

## 歴史
江戸時代の寛永10年（1633年）、幕府大老を務めた古河城主・土井利勝が開基、当誉玄哲（とうよ げんてつ）が開山にあたり、土井家歴代の菩提寺となった。古河城観音寺曲輪の堀を挟んだ北側に隣接し、追手門に近い武家地に立地していた。
『古河志』に引用されている当寺の略縁起によれば、開山にあたった玄哲は江戸（東京・芝）の増上寺十三世・廓山上人の弟子で、大和国（奈良県）出身。古河市下大野にある同名の「正定寺」41世だったが、利勝の招きに応じて城下にこの寺を開山。両寺ともに土井家の菩提寺として保護された。
土井家墓所は東京・浅草の誓願寺にあったが、関東大震災の復興工事に伴って立ち退きが必要となり、昭和2年（1927年）、正定寺に移転・改葬。平成2年（1990年）には、増上寺内の安蓮社にあった利勝の墓碑も移されている。

## 境内
境内面積は3,700平方メートル。本堂は2回焼失しており、現在の本堂は1832年（天保3年）4月21日、11代古河城主である土井利位によって再興された。本堂の他に、赤門・黒門・鐘楼堂の他、春日局が徳川家光より拝領し、堀田正俊が譲り受けたと伝わる開運弁女天などを収めた弁天堂、稲荷堂、芭蕉塚、徳川家綱の生母・お楽の方の墓もある。赤門は、8代土井利里が1775年（安永4年）に建立。黒門は、東京の土井邸から1933年（昭和8年）に移築されたものである。
本尊の阿弥陀如来像が安置されるほか、観音菩薩像・勢至菩薩像・善導大師像・法然上人像がある。

## 文化財
- 旧土井家江戸屋敷表門（黒門）：東京・本郷にあった旧古河藩主土井家の下屋敷表門が、昭和8年（1933年）に移築・寄進された。上層武士の家の門として用いられることの多い薬医門構造。高さ470cm、幅621cm、瓦葺。古河市指定文化財（建造物）[8][9]。
- 土井家墓所： 前述。古河市指定文化財（史跡）[5]。
- 絹本着色土井利勝肖像画：古河城主土井利勝晩年の衣冠束帯姿が描かれている。一幅　縦80cm、横37cm。1964年（昭和39年）茨城県指定文化財（絵画）[10]。
- 絹本着色土井利益夫妻肖像画：土井家第五代城主利益夫妻の肖像画。第六代利実が父母の追善供養のため描かせた。一双　縦90cm、横37cm。古河市指定文化財（絵画）[11]。
- 土井家遺品： 以下23点が古河市指定文化財（歴史資料）となっている。荷物札、中啓 （ちゅうけい）、烏帽子（えぼし）、猿毛槍、三叉槍鞘、日の丸軍扇、豹毛長刀鞘、熊毛長刀鞘、杉の花差、利位筆扇子、利位短冊、土井家系譜、沓、土井利位著雪華図説版木印影、綾藺笠（あやいがさ）、房川船橋虎綱、本行作長刀、明珍作利勝使用海老胴具足、水主者（かこもの）板絵図、利勝書蹟、利位書蹟、利勝書蹟、三間三尺猿毛槍鞘箱[12]。

## 古河七福神めぐり（弁財天）
境内には弁天堂があり、毎年1月に開催される「7000歩で歩ける 古河七福神めぐり」コースの一部になっている。

## 交通
- 鉄道
  - 東日本旅客鉄道（JR東日本）宇都宮線古河駅西口から徒歩14分（約1.1 km）
  - 東武日光線新古河駅東口から徒歩22分（約1.7 km）